# Иванов, Всеволод Владимирович
Всеволод Владимирович Иванов (род. 28 января 1934, Ленинград) — советский и российский астрофизик, педагог.

## Биография
Родился в Ленинграде, в 1956 году окончил Ленинградский университет, в 1959 — аспирантуру там же. С 1959 года работает в Ленинградском (в настоящее время — Санкт-Петербургском) университете. Доктор физико-математических наук (1971), профессор (1981), заведующий кафедрой астрофизики Математико-механического факультета (с 1989). 
С 1999 года руководит работой секции «Астрономическое образование» Научного совета по астрономии Российской академии наук. Член Международного астрономического союза, Европейского и Евроазиатского астрономических обществ. Входит в состав редколлегии международного журнала «Astronomy and Astrophysics Transactions», с 2005 года — заместитель главного редактора журнала «Астрофизика». Автор более 100 научных работ, под его руководством защищено более 10 кандидатских диссертаций.
Основные труды в области теоретической астрофизики. В 1960-е годы выполнил цикл исследований по теории образования спектральных линий в газе при отсутствии локального термодинамического равновесия (применительно к звездным атмосферам, газовым туманностям). Исследовал структуру и асимптотическое поведение решений уравнений, описывающих перенос излучения в частотах спектральной линии при полном перераспределении по частотам для стандартной модели двухуровенного атома.
В 1970-х годах изучил ряд общих проблем теории переноса излучения. Распространил принцип инвариантности на внутренние поля излучения и на этой основе предложил новый метод расчета полей излучения в полубесконечных атмосферах. Исследовал асимптотические свойства функции Грина уравнения переноса излучения. Установил существование нового класса билинейных по интенсивности интегралов уравнения переноса. Показал, что наряду с обычным уравнением переноса интенсивность излучения удовлетворяет целому семейству уравнений, отличающихся друг от друга видом члена, описывающего рассеяние.
Опубликовал ряд исследований по наукометрии и истории астрономии.
Заслуженный работник высшей школы Российской Федерации (2005).
В честь учёного назван астероид (8475) Всевоиванов.

## Публикации
- Иванов В. В. Перенос излучения и спектры небесных тел / Ред. коллегия: В. А. Амбарцумян и др.. — М.: Наука, 1969. — 472 с. — (Проблемы теоретической физики).
- Иванов В. В., Максимова Т. М. Летопись университетской астрономии. — СПб.: Изд-во СПбГУ, 1999. — 88 с.